# Cristoforo Caresana
Cristoforo Caresana, talvolta indicato anche come Cristofaro Caresana, (Venezia, 1640 circa – Napoli, 1709), è stato un compositore, organista e tenore italiano, fu uno dei primi rappresentanti della scuola operistica napoletana.

## Biografia
Non è nota con precisione la sua data di nascita che viene comunque fatta risalire intorno al 1640. Dopo aver studiato con Pietro Andrea Ziani (zio di Marc'Antonio Ziani) a Venezia, si trasferì a Napoli intorno ai diciannove anni, dove entrò nella Compagnia dei Febi Armonici che metteva in scena i primi esempi di melodramma. Successivamente, nel 1667, divenne organista e cantore della Cappella reale e direttore della musica al Conservatorio di Sant'Onofrio a Porta Capuana, un orfanotrofio con annessa scuola di musica, dove rimase fino al 1690. Nel 1699 succedette a Francesco Provenzale come Maestro del tesoro di San Gennaro. Compose musiche per diverse istituzioni napoletane e morì poi a Napoli nel 1709. Fra i suoi allievi ebbe il chitarrista e compositore spagnolo Gaspar Sanz, che studiò con lui teoria musicale.
Viene ricordato per le sue cantate, specialmente per il Natale oltre che per gli interludi strumentali. La sua musica viene eseguita e registrata anche ai nostri giorni, esempio di musica barocca napoletana.

## Opere
- Missa defunctorum per doppio coro.[1]

## Discografia parziale
- L'Adoratione de' Maggi Cantata di Natale per 6 voci (1676) e La Veglia a 6 voci (1674), Demonio, Angelo e Tre Pastori cantata per 5 voci (1676), Partenope Leggiadra cantata profana (1703). Cappella della Pietà de' Turchini dir. Florio, Glossa 2010.